# Senátní obvod č. 57 – Vyškov
Senátní obvod č. 57 – Vyškov je podle zákona č. 247/1995 Sb. tvořen západní částí okresu Vyškov, ohraničenou na východě obcemi Drysice, Pustiměř, Hoštice-Heroltice, Medlovice, Moravské Málkovice, Orlovice, Hvězdlice, Kozlany, Kojátky a Bučovice, a východní částí okresu Brno-venkov, ohraničenou na severu obcí Bílovice nad Svitavou a na jihozápadě obcemi Popovice, Rajhrad, Holasice, Vojkovice a Židlochovice.
Současným senátorem je od roku 2020 Karel Zitterbart za STAN.

## Senátoři

Oldřich Dočekal
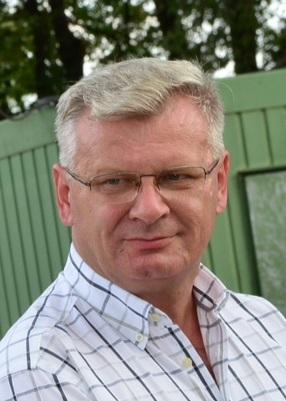
Ivo Bárek
Karel Zitterbart

| Volby | Volby  | Senátor                        | Volební strana | Navrhující strana | Politická příslušnost | Odkaz  |
| ----- | ------ | ------------------------------ | -------------- | ----------------- | --------------------- | ------ |
|       | 1996   | RNDr. Oldřich Dočekal          | KDU-ČSL        | KDU-ČSL           | KDU-ČSL               | profil |
|       | 2002   | Ing. Ivo Bárek                 | ČSSD           | ČSSD              | BEZPP                 | profil |
| 2008  | profil | Ing. Ivo Bárek                 | ČSSD           | ČSSD              | BEZPP                 |        |
| 2014  | ČSSD   | Ing. Ivo Bárek                 | ČSSD           | ČSSD              | profil                |        |
|       | 2020   | MUDr. Karel Zitterbart, Ph. D. | STAN           | STAN              | BEZPP                 | profil |

## Volby

### Rok 1996
| Kandidát | Kandidát                   | Volební strana | Navrhující strana | Politická příslušnost | Počet hlasů (1. kolo) | %     | Počet hlasů (2. kolo) | %     |
| -------- | -------------------------- | -------------- | ----------------- | --------------------- | --------------------- | ----- | --------------------- | ----- |
|          | RNDr. Oldřich Dočekal      | KDU-ČSL        | KDU-ČSL           | KDU-ČSL               | 7 765                 | 22,35 | 15 302                | 59,19 |
|          | Ing. Karel Slezák          | ODS            | ODS               | ODS                   | 10 559                | 30,39 | 10 552                | 40,81 |
|          | Zdeněk Kotrlý              | ČSSD           | ČSSD              | ČSSD                  | 6 852                 | 19,72 | —                     | —     |
|          | Ing. arch. Zdeněk Koudelka | KSČM           | KSČM              | KSČM                  | 5 560                 | 16,00 | —                     | —     |
|          | MUDr. Jiří Berka           | ODA            | ODA               | ODA                   | 2 065                 | 5,94  | —                     | —     |
|          | JUDr. Jiří Bílý            | MSLK_96        | MOR_SLEZ          | HSMS-MNSj             | 1 156                 | 3,33  | —                     | —     |
|          | JUDr. Antonín Hrazdíra     | SDS            | SDS               | SDS                   | 785                   | 2,26  | —                     | —     |

### Rok 2002
| Kandidát | Kandidát                    | Volební strana | Navrhující strana | Politická příslušnost | Počet hlasů (1. kolo) | %     | Počet hlasů (2. kolo) | %     |
| -------- | --------------------------- | -------------- | ----------------- | --------------------- | --------------------- | ----- | --------------------- | ----- |
|          | Ing. Ivo Bárek              | ČSSD           | ČSSD              | BEZPP                 | 5 876                 | 22,29 | 17 524                | 51,60 |
|          | MUDr. František Adamec      | KDU-ČSL        | KDU-ČSL           | KDU-ČSL               | 7 816                 | 29,65 | 16 434                | 48,39 |
|          | Ing. arch. Zdeněk Koudelka  | KSČM           | KSČM              | KSČM                  | 4 771                 | 18,10 | —                     | —     |
|          | František Pejřil            | ODS            | ODS               | ODS                   | 4 576                 | 17,36 | —                     | —     |
|          | František Kopecký           | SNK            | SNK               | BEZPP                 | 2 032                 | 7,70  | —                     | —     |
|          | prof. Ing. Ignác Hoza, CSc. | ODA            | ODA               | BEZPP                 | 1 288                 | 4,88  | —                     | —     |

### Rok 2008
| Kandidát | Kandidát                   | Volební strana | Navrhující strana | Politická příslušnost | Počet hlasů (1. kolo) | %     | Počet hlasů (2. kolo) | %     |
| -------- | -------------------------- | -------------- | ----------------- | --------------------- | --------------------- | ----- | --------------------- | ----- |
|          | Ing. Ivo Bárek             | ČSSD           | ČSSD              | BEZPP                 | 16 558                | 39,60 | 20 297                | 61,09 |
|          | Ing. Václav Horák          | KDU-ČSL        | KDU-ČSL           | KDU-ČSL               | 9 609                 | 20,98 | 12 926                | 38,90 |
|          | Mgr. Luboš Kadlec          | ODS            | ODS               | ODS                   | 6 162                 | 14,73 | —                     | —     |
|          | Ing. arch. Zdeněk Koudelka | KSČM           | KSČM              | KSČM                  | 5 981                 | 14,30 | —                     | —     |
|          | Anna Šabatová              | SZ             | SZ                | BEZPP                 | 2 570                 | 6,14  | —                     | —     |
|          | Ing. Alena Machayová       | SNK ED         | SNK ED            | SNK ED                | 925                   | 2,21  | —                     | —     |

### Rok 2014
| Kandidát | Kandidát                            | Volební strana | Navrhující strana | Politická příslušnost | Počet hlasů (1. kolo) | %     | Počet hlasů (2. kolo) | %     |
| -------- | ----------------------------------- | -------------- | ----------------- | --------------------- | --------------------- | ----- | --------------------- | ----- |
|          | Ing. Ivo Bárek                      | ČSSD           | ČSSD              | ČSSD                  | 15 155                | 33,72 | 11 023                | 53,22 |
|          | Bc. Roman Celý, DiS.                | KDU-ČSL        | KDU-ČSL           | KDU-ČSL               | 10 244                | 22,79 | 9 687                 | 46,77 |
|          | Ing. Pavel Zůna, MSS., Ph.D.        | ANO            | ANO               | ANO                   | 9 115                 | 20,28 | —                     | —     |
|          | PhDr. Mgr. Zdeněk Šigut, Ph.D., MPH | TOP 09, STAN   | TOP 09            | TOP 09                | 5 238                 | 11,65 | —                     | —     |
|          | Ing. arch. Zdeněk Koudelka          | KSČM           | KSČM              | KSČM                  | 5 181                 | 11,53 | —                     | —     |

### Rok 2020
| Kandidát | Kandidát                      | Volební strana       | Navrhující strana | Politická příslušnost | Počet hlasů (1. kolo) | %     | Počet hlasů (2. kolo) | %     |
| -------- | ----------------------------- | -------------------- | ----------------- | --------------------- | --------------------- | ----- | --------------------- | ----- |
|          | MUDr. Karel Zitterbart, Ph.D. | STAN                 | STAN              | BEZPP                 | 11 727                | 27,15 | 8 231                 | 50,08 |
|          | Ing. arch. Jaroslav Klaška    | KDU-ČSL, ODS, TOP 09 | KDU-ČSL           | KDU-ČSL               | 11 955                | 27,67 | 8 204                 | 49,91 |
|          | Ing. Ivo Bárek                | ČSSD                 | ČSSD              | ČSSD                  | 9 579                 | 22,17 | —                     | —     |
|          | Ing. Mgr. Lubomír Wenzl       | ANO                  | ANO               | ANO                   | 6 341                 | 14,68 | —                     | —     |
|          | Mgr. Libor Bláha, MBA         | SPD                  | SPD               | SPD                   | 3 589                 | 8,30  | —                     | —     |

## Volební účast
|  | nejvyšší volební účast |  | nejnižší volební účast |

| Rok  | % (1. kolo) | % (2. kolo) |
| ---- | ----------- | ----------- |
| 1996 | 36,21       | 26,92       |
| 2002 | 26,16       | 37,43       |
| 2008 | 42,82       | 30,95       |
| 2014 | 43,33       | 18,40       |
| 2020 | 39,50       | 14,43       |